# ジャムビィン・バトムンフ
ジャムビィン・バトムンフ（ジャムビン・バトムンフ、モンゴル語: Жамбын Батмөнх、ラテン文字転写の例：Jambyn Batmönkh、1926年3月10日 - 1997年4月14日）は、モンゴル人民共和国の政治家、経済学者。モンゴル人民革命党元書記長。1990年のモンゴル民主化運動での役割から、「モンゴルのゴルバチョフ」と呼ばれる。

## 略歴
1926年3月10日、モンゴル人民共和国のオブス県ヒャルガスに誕生する。
- 1974年 ツェデンバルが党第一書記を辞任し、人民大会議幹部会議長に就任。バトムンフが首相の座を得る。
- 1984年 ツェデンバルが健康問題を理由に更迭され、党書記長に就任。
- 1986年 北朝鮮訪問[1]。金日成主席が平壌国際空港に出迎えに現れ、金日成の銃撃・死亡説を否定。
- 1987年 経済改革に着手。独立採算制を導入。
- 1988年 歴史の見直しに着手。
- 1990年 民主化運動により書記長辞任。

## その他
1978年にNHKで放送されたNHK特集“大草原のまつり～モンゴルをゆく”ではツェデンバルのナーダムの開祭宣言の場面でバトムンフやマイダルの姿が見える。